# Doctor Gabs
Ne pas confondre avec l'auteur français de bande dessinée Gabs.
Pour les articles homonymes, voir Monga (homonymie).

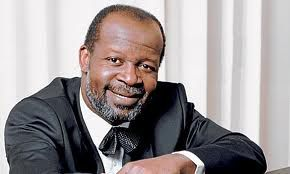

Doctor Gabs (Gabriel Akele Monga Mondipo)  né le 5 décembre 1960 à Kinshasa, alors Léopoldville, et mort le 9 août 2013 à Monaco, est un pianiste et chanteur de jazz, de swing et de boogie-woogie congolais.

## Biographie
Il apprend le piano au Collège Albert Ier (actuel Collège Boboto) de Kinshasa. C'est vers l'âge de 16 ans qu'il découvre la musique jazz en côtoyant, au club La Perruche bleue où il est pianiste, des artistes tels que Duke Ellington, Louis Armstrong, Miles Davis et James Brown. 
Il fait ensuite des études universitaires en informatique à Bruxelles, en Belgique, mais continue à rêver d'une carrière musicale. 
De retour dans le domaine musical, il travaille comme pianiste dans un hôtel de Côte d'Ivoire, puis à l'Hôtel Métropole de Bruxelles. Il offre aussi des concerts à travers le monde, notamment au Carnegie Hall à New York, au Palais des Beaux-Arts à Bruxelles, au Victoria Hall à Genève, à l'Audiorama, le Musée national suisse de l'audiovisuel, au Bar américain de l'Hôtel de Paris à Monaco ainsi qu'à Doha, au Qatar. 
En 2001, il s'installe à Lausanne, en Suisse, où il vit avec sa famille jusqu'à son décès en 2013. En 2012, il offre un concert à Bruxelles en compagnie de sa fille Imelda Monga, musicienne, chanteuse et compositrice, dont le nom de scène est Imelda Gabs.  Il est le créateur du Gabs Music Lounge, un club de jazz, à Genève.

## Discographie
- 1997 : From New York to Brussels
- 2006 : Live at the Bar with Doctor Gabs
- 2009 : Bruxelles, Strasbourg, Music from the Heart of Europe
- 2013 : Piano Bar (Chillout Piano Grooves & Lounge Music for Finest Hotels and Bars)